# Klara Apotekar
Klara Apotekar (2 de agosto de 1997) es una deportista eslovena que compite en judo.
En los Juegos Europeos obtuvo dos medallas, bronce en Bakú 2015 (equipo) y oro en Minsk 2019 (–78 kg). Ganó una medalla de oro en el Campeonato Europeo de Judo de 2019, en la misma categoría.

## Palmarés internacional
| Juegos Europeos    | Juegos Europeos     | Juegos Europeos   | Juegos Europeos |
| Año                | Lugar               | Medalla           | Categoría       |
| ------------------ | ------------------- | ----------------- | --------------- |
| 2015               | Bakú (Azerbaiyán)   | Medalla de bronce | Equipo          |
| 2019               | Minsk (Bielorrusia) | Medalla de oro    | –78 kg          |
| Campeonato Europeo |                     |                   |                 |
| Año                | Lugar               | Medalla           | Categoría       |
| 2019               | Minsk (Bielorrusia) | Medalla de oro    | –78 kg          |